# Mythenteles infrequens
Mythenteles infrequens är en tvåvingeart som beskrevs av Neal L. Evenhuis 2003. Mythenteles infrequens ingår i släktet Mythenteles och familjen svävflugor.
Artens utbredningsområde är Spanien. Inga underarter finns listade i Catalogue of Life.